# Lampista

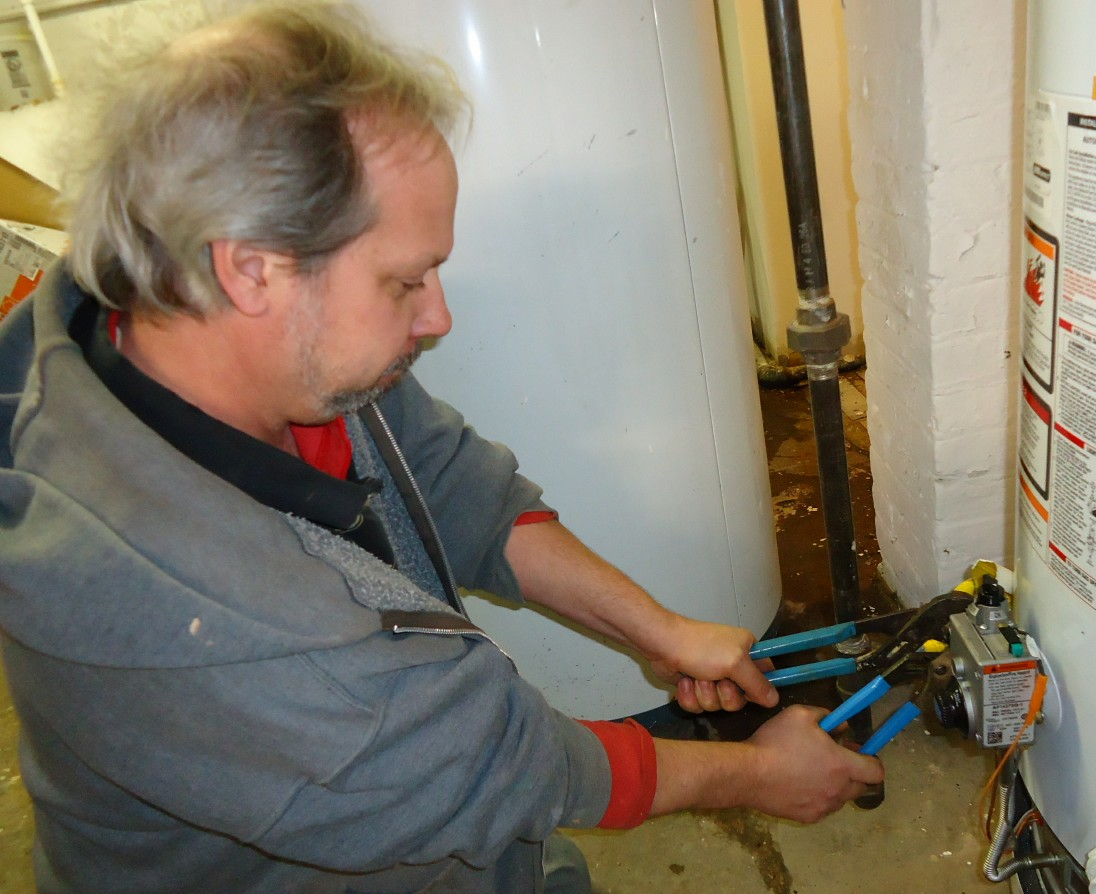
Lampista treballant

Antigament un lampista era l'operari que instal·lava i reparava tant les làmpades com les instal·lacions d'enllumenat. Concretament al segle xix els lampistes es van especialitzar en la instal·lació i manteniment de les xarxes de gas d'enllumenat. El terme també s'aplicava a qui fabricava o venia làmpades. El mateix nom es va donar posteriorment a l'empleat subaltern que tenia cura i custòdia de les làmpades i fanals a les estacions de ferrocarril.

## Etimologia
- Agafat modernament del francès: lampiste[3] i aquest al seu torn lampe.[4]
- El nom «lampisteria», deriva directament de lampista.

## Història
Abans de la introducció de la llum elèctrica, els lampistes de làmpades de querosè es feien càrrec de la il·luminació en moltes àrees diferents. A mesura que el nombre d'aquest tipus d'il·luminació va anar disminuint, la professió de lampista es va anar especialitzant en altres tipus d'il·luminació: de gas, elèctrica, d'arc...
Els lampistes eren responsables, per exemple, de la il·luminació dels senyals de les locomotores de vapor. Les tasques principals del lampista eren el manteniment de làmpades de querosè i gas, com ara omplir els dipòsits, encendre-les, regular la flama, netejar-les, etc. Els fabricants i distribuïdors de làmpades també van ser coneguts com a lampistes, mentre que els seus tallers i magatzems rebien el nom de lampisteries.
Els últims lampistes "purs" podrien haver estat els del ferrocarril, on la senyalització mecànica encara està en ús avui en dia, ja que la il·luminació d'aquests senyals es realitza mitjançant llums de gas (cilindres de gas en els cossos de les làmpades de senyals). Tanmateix, ja s'estan convertint de mica en mica en energia solar.

### Lampistes delseglexix

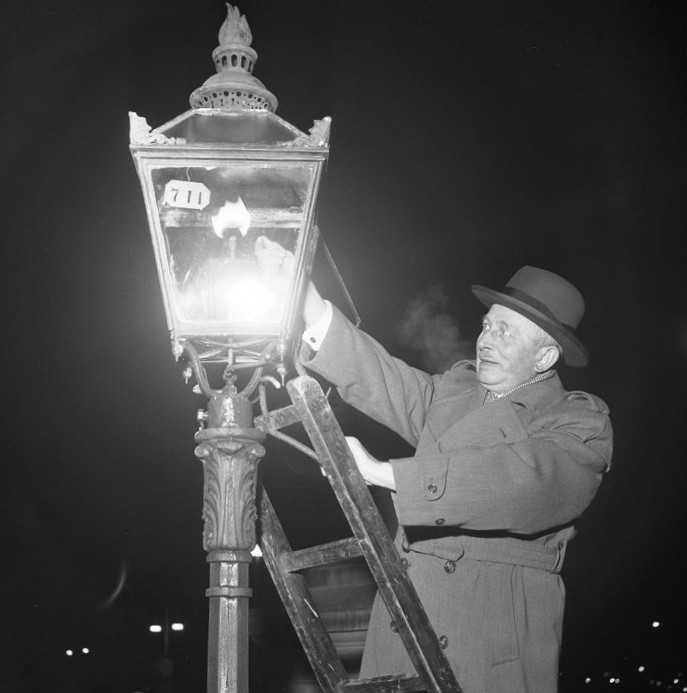
Enllumenat de gas

Els lampistes del segle xix instal·laven i arreglaven, primer, els fanals de l'enllumenat públic, les làmpades de gas dels fars de la costa (aquests eren mitad rellotgers) i després les canonades de les làmpades de gas de les llars quan encara no hi havia aigua corrent a les cases: A la segona meitat del s.XIX, cases amb enllumenat de gas encara tenien rentamans amb mirall, palangana i gerro d'aigua En arribar l'aigua corrent, eren els "lampistes de gas" els que coneixien l'ofici de soldar els "tubs de gas de plom" de l'enllumenat de gas als edificis, de fet, es van emprar a partir d'aquell moment per portar l'aigua corrent, per això se'ls diu "lampistes" als que també es podria dir plomers (UK: plumber, Fr: plombier). Ben mirat, les canonades d'aigua són ahir i avui, sinó iguals, molt semblants a les canonades de gas, tant les de plom com les de coure, d'aquí l'ambivalència de la professió (vegeu la foto). Els lampistes també instal·laven telèfons de tub, emprant canonades de plom.
Amb l'arribada de l'electricitat, de cara a fer el canvi, es va prendre la decisió de que tots els passos de rosca de les làmpades elèctriques fessin servir el que s'anomena rosca GAS, de les làmpades i instal·lacions de gas. Així que és bastant obvi el motiu pel qual, quan l'enllumenat de gas va ser substituït per l'enllumenat elèctric, a Catalunya, els lampistes van acabar fent la feina d'adaptar i mantenir les làmpades elèctriques i les instal·lacions relacionades, fins i tot les làmpades d'arc.

### Patent d'Edison: "Electric lamp and socket" (rosca GAS)
Va ser l'Edison qui per tal de facilitar la labor de conversió de l'enllumenat de gas en enllumenat elèctric, va decidir adoptar "la rosca gas" de les làmpades de gas en les làmpades i portalàmpades elèctrics, en el seu invent, "el portalàmpades Edison" (vegeu la patent). Cal remarcar que ho va fer "per motius de compatibilitat". És a dir, les rosques de les làmpades elèctriques es van basar en les de les làmpades de gas per poder-les substituir directament, quan es feia el canvi de gas a electricitat: "es treia un cremador de gas i al seu lloc s'hi roscava un portalàmpades de llautó", i ho feien els "lampistes de gas" convertits en "lampistes elèctrics".
| « | Socket : Material hollowed out to receive the neck from one end and formed with a screw-thread at the other end, by which it may be attached to any ordinary gas fixture, chandelier, or bracket | » |

| « | Portalàmpades: Material buit per rebre el coll [de la bombeta] per un extrem i un forat amb rosca a l'altre extrem, mitjançant el qual es pot fixar a qualsevol aparell de gas ordinari, candelabre o suport | » |

## Ambivalència del concepte
Avui dia i en català, la lampisteria engloba dos camps que són dues professions diferents a altres regions o països.
- Persona que instal·la o repara xarxes de canonades per al proveïment d'aigua potable, i evacuació d'aigües residuals, així com les instal·lacions de calefacció en edificacions i altres construccions.
- Persona que instal·la o repara les conduccions de gas ciutat o gas d'enllumenat o fa i repara instal·lacions elèctriques.

## Eines

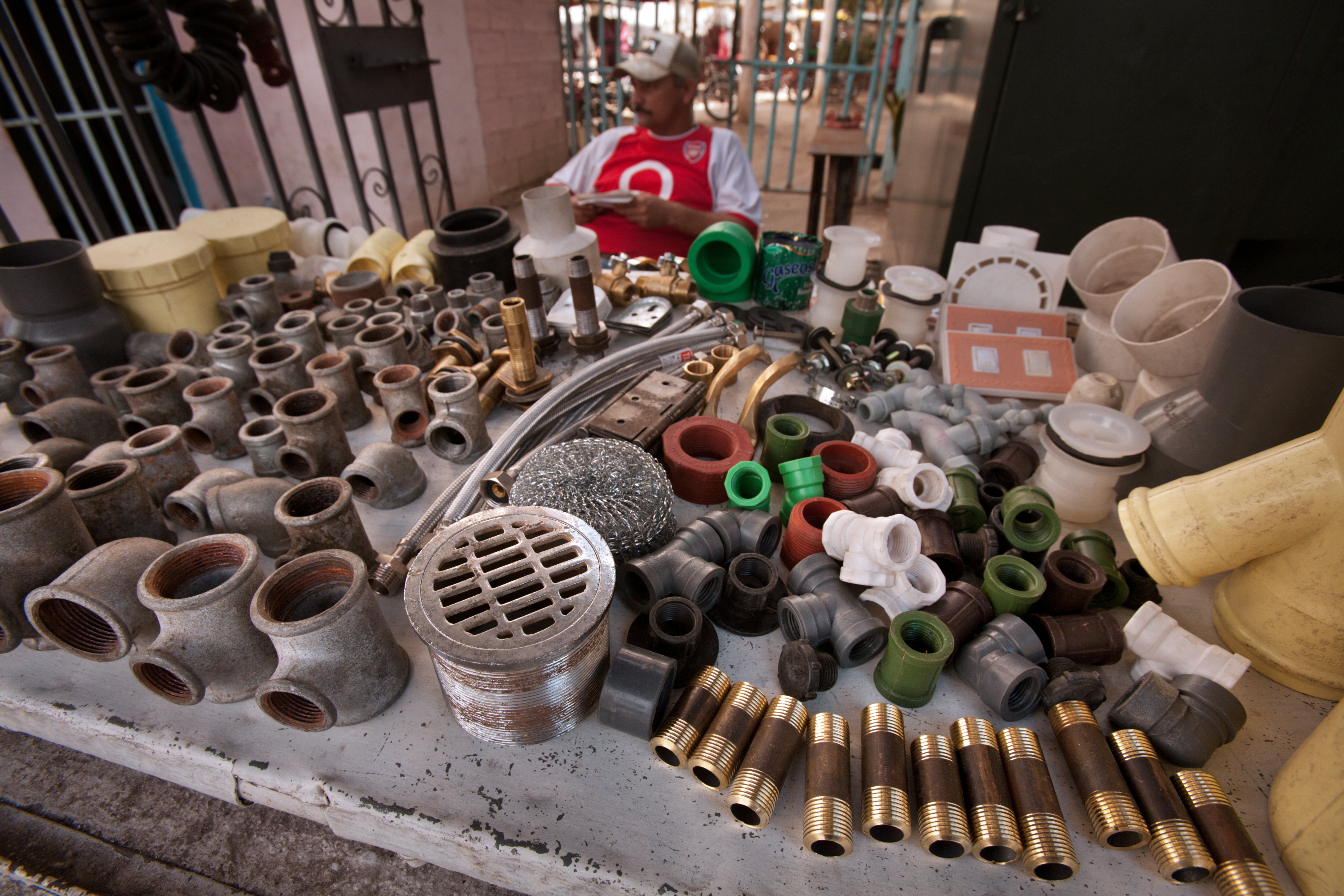
Articles de lampisteria.

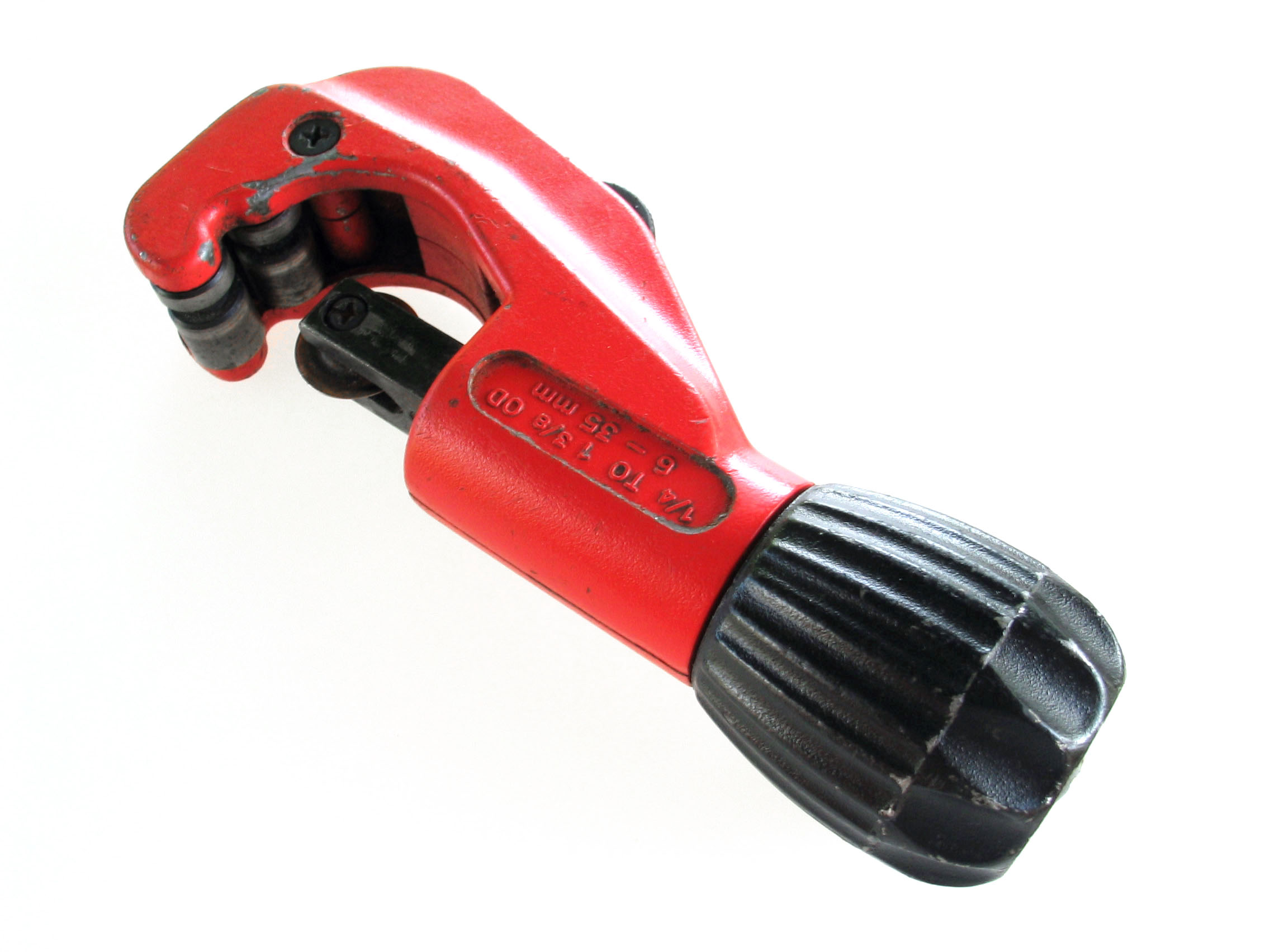
Un tallatubs de coure.

Aquestes són les eines principals necessàries per dur a terme una obra de lampisteria.
- Torxa de querosè
- Alicates de pressió
- Alicates extensibles
- Clau anglesa
- Desembussador
- Cinta mètrica
- Clau Stillson
- Fregall d'alumini
- Tallatubs per coure
- Corbadora per coure manual
- Corbadora elèctrica per coure de grans diàmetres
- Cànem per a les juntes
- Clau de cadena
- Tallatubs per PVC
- Màquina de foradar
- Corona per a desguassos
- Tornavisos de diversos tipus
- Mandrí per al coure